# Minúscula 5
Minúscula 5 (en la numeración Gregory-Aland), δ 453 (Soden) es un manuscrito griego en minúsculas del Nuevo Testamento. Es datado paleográficamente en el siglo XIII. Tiene marginalia.

## Descripción
El códice contiene la totalidad del Nuevo Testamento, excepto el Libro de Apocalipsis. El orden de los libros: Evangelios, Hechos, epístolas generales, epístolas paulinas; Hebreos se encuentra antes de 1 Timoteo, Colosenses precede a Filipenses. El texto está escrito en una columna por página, 28 líneas por página.
El texto está dividido de acuerdo a los κεφαλαια (capítulos), cuyos números se colocan al margen del texto, y los τιτλοι (títulos) en la parte superior de las páginas. También hay una división de acuerdo con las Secciones Amonianas (en Marcos, 234 Secciones; la última en Marcos 16:9), con referencias a los Cánones de Eusebio (escritos después los números de las Secciones Amonianas).
Contiene tablas de los κεφαλαια (tablas de contenido) antes de cada libro, el Aparato Eutaliano.
Según Scrivener, fue escrito cuidadosamente.

## Texto
El texto griego de este códice fue colocado por Aland en diferentes categorías: las epístolas generales y las epístolas paulinas en la categoría III; Hechos, en la categoría V (561 261/2 142 9s). El texto griego del códice es representativo del tipo textual bizantino. Hermann von Soden lo clasificó en el mencionado tipo textual. Aland colocó el texto de los Evangelios en la categoría V (2011 1031/2 72 12s), pero con vacilaciones.
Según el Perfil del Método de Claremont tiene texto mixto en Lucas 1, texto bizantino mixto en Lucas 10, y pertenece al grupo textual 1519 en Lucas 20.
En Romanos 12:11 lee καιρω por κυριω, la lectura del manuscrito es apoyada por el Codex Claromontanus*, Codex Augiensis, Codex Boernerianus, it d,g, Orígeneslat.
Terminando la Epístola a los Romanos omite el versículo 16:24 (como en los códices Codex Sinaiticus, A, B, C, 81, 263, 623, 1739, 1838, 1962, 2127, itz, vgww, copsa,bo, ethro, Orígeneslat).

## Historia
Calabria, probablemente, es el lugar de su procedencia. Fue utilizado por Robert Estienne en su Editio Regia, y designado por él como δ'. Fue examinado por Wettstein, Scholz y Paulin Martin. C. R. Gregory vio el manuscrito en 1884.
No fue citado en NA26 y NA27, pero fue utilizado por NA28.
El códice se encuentra actualmente en la Bibliothèque nationale de France (Gr. 106) en París.

## Lectura adicional
- F. J. A. Hort (1871). Journal of philology. Vol. 3. Londres, Cambridge. p. 70.